# Astragalus montii
Astragalus montii är en ärtväxtart som beskrevs av Stanley Larson Welsh. Astragalus montii ingår i släktet vedlar, och familjen ärtväxter. Inga underarter finns listade i Catalogue of Life.